# Hoverberget
De Hoverberget is een berg gelegen op een schiereiland in het zuiden van het Storsjönmeer. De berg is 548 meter hoog en is een Natura 2000-gebied. De Hoverberget valt onder de gemeente Berg in het zuiden van Jämtland, in het noordwesten van Zweden. Het bergdorp ligt op de zuidhelling van Hovertgeberg, 255 meter hoger dan het nabijgelegen meer.
De berg bestaat uit porfier en is in dezelfde periode ontstaan als de andere bergen in Scandinavië. In de loop van miljoenen jaren is de berg opgeschoven naar het oosten en geïsoleerd komen te liggen. De berg is rijk aan flora en er groeien diverse soorten orchideeën. Daarnaast komen er enkele zeldzame mossen en korstmossen voor en diverse roofvogels zoals de torenvalk, de sperwer en de ransuil. Naast de algemene soorten komt ook de Euraziatische lynx voor rondom de berg.
De grootste toeristische attractie is de Hoverbergsgrottan. Deze grot heeft een diepte van 170 meter en is een van de grootste grotten van Scandinavië. De grot is in 1897 ontdekt door de Zweedse Amerikaan Jöns Väst. De eerste 81 meter van de grot zijn toegankelijk voor toeristen, de rest is afgesloten. Een andere attractie is het ravijn Rämnan, dat 400 meter lang en 25 meter diep is. Het ravijn is zichtbaar vanaf de snelweg Länsväg 321.
Op de top van Hoverberget ligt een klein café dat open is gedurende de zomer. Daarnaast is er op de top een uitkijktoren met uitzicht over het meer.